# Mitchell Watt
Pour le joueur américain de basket-ball, voir Mitchell Watt (basket-ball).
Pour les articles homonymes, voir Watt (homonymie).
Mitchell Watt (né le 25 mars 1988 à Bendigo) est un athlète australien, spécialiste du saut en longueur.

## Biographie
Mitchell Watt se distingue en juillet 2009 en établissant la marque de 8,43. m (+2,0 m/s) lors du meeting grec de Réthymnon. Peu après, il remporte la médaille de bronze des Championnats du monde de Berlin avec un saut à 8,37 m réalisé à son cinquième essai. Devancé par l'Américain Dwight Phillips et le Sud-Africain Godfrey Mokoena, il devient le premier athlète australien médaillé dans cette épreuve. Il participe début 2010 aux Championnats du monde en salle de Doha et se classe troisième de la finale avec un bond à 8,05 m (record personnel en salle) dans un concours remporté par son compatriote Fabrice Lapierre.
En 2011, Watt remporte les Championnats d'Australie, à Melbourne, et signe un nouveau record personnel avec 8,44 m. Fin juillet, l'Australien s'impose lors du meeting DN Galan de Stockholm et établit à cette occasion un nouveau record d'Océanie du saut en longueur avec 8,54 m dans des conditions de vent régulières de 1,7 m/s, améliorant de six centimètres l'ancienne meilleure marque continentale détenue depuis la saison 2000 par son compatriote Jai Taurima. Il se classe deuxième des Championnats du monde de Daegu en réalisant la marque de 8,33 m (+0,4 m/s) à son deuxième essai, s'inclinant finalement face à l'Américain Dwight Phillips (8,45 m également au 2e essai).
En 2012, Mitchell Watt se classe deuxième des Jeux olympiques de Londres, derrière le Britannique Greg Rutherford et devant l'Américain Will Claye, en établissant la marque de 8,16 m.
Il déclare forfait le 9 juillet 2013 pour les Mondiaux à Moscou en raison d'une préparation tronquée par des blessures (cheville et tendon d'Achille).
Le 31 août 2016, Mitchell Watt annonce mettre fin à sa carrière sportive à la suite de blessures répétitives. Sa dernière compétition en plein air remontait à début 2016 (7,57 m).

## Palmarès
| Date | Compétition                    | Lieu             | Résultat | Marque  |
| ---- | ------------------------------ | ---------------- | -------- | ------- |
| 2009 | Championnats du monde          | Berlin           | 3e       | 8,37 m  |
| 2010 | Championnats du monde en salle | Doha             | 3e       | 8,05 m  |
| 2011 | Championnats du monde          | Daegu            | 2e       | 8,33 m  |
| 2011 | Ligue de diamant               | Ligue de diamant | 1er      | détails |
| 2012 | Jeux olympiques                | Londres          | 2e       | 8,16 m  |

## Records
| Épreuve          | Épreuve   | Performance        | Lieu       | Date            |
| ---------------- | --------- | ------------------ | ---------- | --------------- |
| 100 m            | 100 m     | 10 s 31 (+1.1 m/s) | Gold Coast | 18 juin 2011    |
| Saut en longueur | Plein air | 8,54 m (+1.7 m/s)  | Stockholm  | 29 juillet 2011 |
| Saut en longueur | En salle  | 8,05 m             | Doha       | 13 mars 2010    |